# Construção social
Uma construção social é qualquer categoria ou coisa que se torna real por convenção ou acordo coletivo. Realidades socialmente construídas são contrastadas com tipos naturais, que existem independentemente do comportamento ou crenças humanas.
Exemplos simples de construções sociais são o significado das palavras, o valor do papel-moeda e as regras dos sistemas econômicos. Outros exemplos, como raça, eram anteriormente considerados controversos, mas agora são aceitos pelo consenso dos cientistas como sendo socialmente construídos em vez de naturalmente determinados. Ainda outros exemplos possíveis, como conceitos menos empíricos e mais abstratos que fundamentam teorias científicas particulares, permanecem como assunto de debate filosófico em andamento.